# بارك جونغ-هو
بارك جونغ-هو (الكورية: 박용호) هو لاعب كرة قدم كوري جنوبي في مركز الدفاع، ولد في 25 مارس 1981 في إنتشون في كوريا الجنوبية. شارك مع منتخب كوريا الجنوبية تحت 20 سنة لكرة القدم ومنتخب كوريا الجنوبية تحت 23 سنة لكرة القدم ومنتخب كوريا الجنوبية لكرة القدم. أما مع النوادي، فقد لعب مع نادي بوسان أي بارك ونادي سول.

## وصلات خارجية
- بارك جونغ-هو على موقع الاتحاد الدولي (مؤرشف)  (الإنجليزية)
- بارك جونغ-هو على موقع دوري كوريا الجنوبية (الإنجليزية)
- بارك جونغ-هو على موقع قاعدة بيانات كرة القدم.إي يو (الإنجليزية)
- بارك جونغ-هو على موقع ناشيونال فوتبول تيمز (الإنجليزية)
- بارك جونغ-هو على موقع Soccerway.com (الإنجليزية)
- بارك جونغ-هو على موقع أوليمبيديا (الإنجليزية)